# Tuimazî
Tuimazî (ru. Туймазы) este un oraș din Republica Bașchiria, Federația Rusă, cu o populație de 66.687 locuitori.